# 프레셔 (2015년 영화)
《프레셔》(Pressure)는 2015년에 개봉한 영국의 영화이다. 다이빙 벨에서 바다의 바닥에 갇힌 네 남자의 이야기를 들려준다.

## 줄거리
인도양의 소말리아 연안에서 석유 회사 직원들이 해저 파이프를 수리하기 위해 다이빙 벨을 타고 내려간다. 작업을 마치고 상승하던 중, 갑작스러운 폭풍우로 인해 지지선이 끊어져 다이빙 벨은 해저에 고립된다. 구조 요청에도 불구하고 연락이 두절되고, 외부를 살펴보던 중 수송선이 파손된 채로 해저에 가라앉은 것을 발견한다. 산소 공급이 제한된 상황에서 네 명의 다이버들은 200미터 해저에서 빠져나가기 위해 고군분투한다.
절망에 빠진 허스트는 산소를 찾기 위해 무단으로 수색에 나서지만 저체온증으로 인해 환각 상태에 빠진다. 결국 동료들은 그의 산소 공급을 중단시키고 안락사를 결정한다. 한편, 회사에서는 이들을 버리지만 다행히 중국 어선이 조난 신호를 포착한다. 어선마저 폭풍으로 손상을 입으면서 희망이 사라져 가는 순간, 영국 해군 군함이 그들의 구조 신호를 접수한다. 하지만 좌표를 알 수 없어 구조까지 시간이 걸리는 상황.
산소 부족에 직면한 엥겔은 파이프라인에서 산소통을 구하기 위해 위험한 잠수를 감행한다. 구조가 지연되자, 미첼은 위치추적기를 해수면으로 더 가까이 가져가기 위해 잠수하지만, 해파리에 여러 번 쏘여 목숨을 잃는다. 군함이 다이빙 벨을 발견하지만 구조대 투입까지 한 시간 이상이 소요된다. 시간이 부족해진 엥겔은 다이빙 벨을 수면으로 띄우려 하지만 실패하고, 결국 나머지 한 명이라도 살리기 위해 자신이 희생하기로 결정한다. 그는 과거 자신의 이기심으로 인해 어린아이를 잃었던 이야기를 하며, 조에게 마지막 남은 헬멧을 씌워 수면으로 올려 보낸다. 조는 감압병으로 출혈을 일으키지만 구조되고, 엥겔은 침수되는 다이빙 벨 안에서 익사한다.

## 스테프
- 감독: 론 스캘펠로
- 수입&배급: 더블앤조이 픽쳐스

## 등장 인물
- 대니 휴스턴: 엥겔 역
- 매튜 구드: 미첼 역
- 조 콜: 존스 역
- 앨런 맥켄나: 허스트 역
- 이안 피리: 카슨 역
- 데이지 로: 에밀리 로 역